# Château-Landon (stacja metra)
Château-Landon – stacja linii 7 metra w Paryżu, położona w 10. dzielnicy.

## Stacja
Stacja została otwarta w 1910 roku.

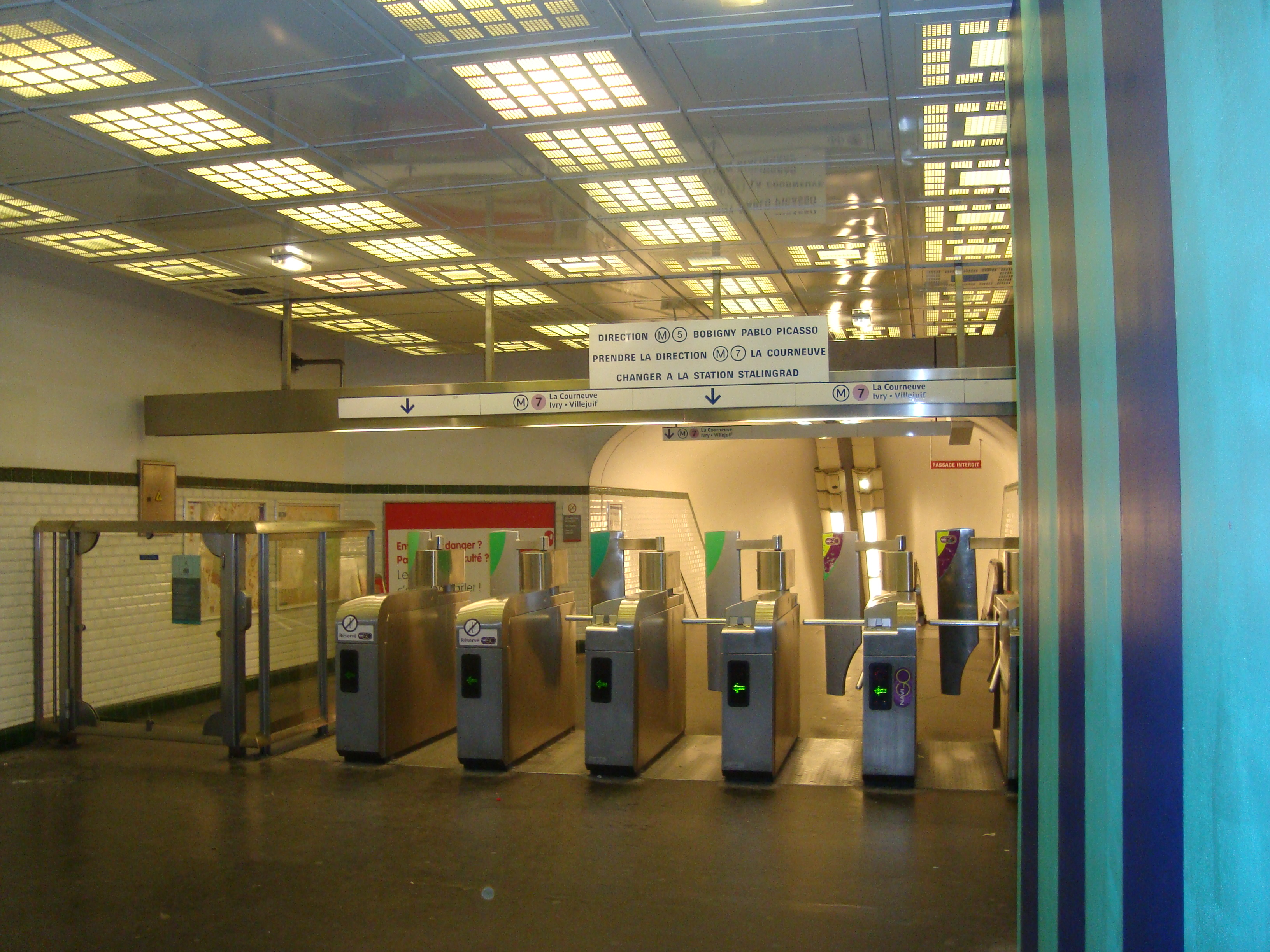
Bramki wejściowe na antresoli stacji.

Nazwa stacji pochodzi od ulicy Rue du Château-Landon, która znajduje się ponad nią. Ta zaś upamiętnia dawną obecność majątku rodziny Château-Landon na terenie departamentu Sekwana i Marna.

### Korytarz przesiadkowy
Stacja połączona jest korytarzem przesiadkowym, pozwalającym dostać się z niej bezpośrednio na każdy z peronów dworca Gare de l’Est.
Przejście to powstało przy okazji remontu dworca w 1931 roku. Pierwotnie miało służyć transportowi bagażów i przesyłek. Łączyło zakończenia peronów z podłużną galerią pod peronem nr 10, która prowadziła do sal odprawy bagażowej, położonych na dwóch poziomach pomiędzy oboma wejściami – dalekobieżnym i podmiejskim – do dworca. Górna sala przeznaczona była dla bagaży odjeżdżających z dworca, a dolna dla przyjeżdżających. Galerie również były podzielone na dwa poziomy według tego samego schematu. Transport bagażów i przesyłek ułatwiały dźwigi towarowe. Kiedy zreformowano system odprawy bagażowej, poprzeczna galeria została przekształcona w korytarz prowadzący do metra.
Pierwotny projekt linii E kolejki RER przewidywał przedłużenie tego korytarza do dworca Gare de Magenta, jednak prace badawcze nad projektem napotkały trudności uniemożliwiające ich zakończenie. Przejście umożliwiałoby połączenie Gare de l’Est z Gare du Nord (z którym Gare de Magenta posiada już połączenie) i utworzenie tym samym wielofunkcyjnego węzła przesiadkowego. Pomiędzy peronem nr 1 Gare de l’Est a wyjściem na ulicę Rue de l'Aqueduc Gare de Magenta pozostaje jedynie 50-80 metrów, jednak projektowany tunel napotyka stary podziemny akwedukt, biegnący wzdłuż dawnych wałów miasta, który znacznie utrudnia budowę.

### Wejścia

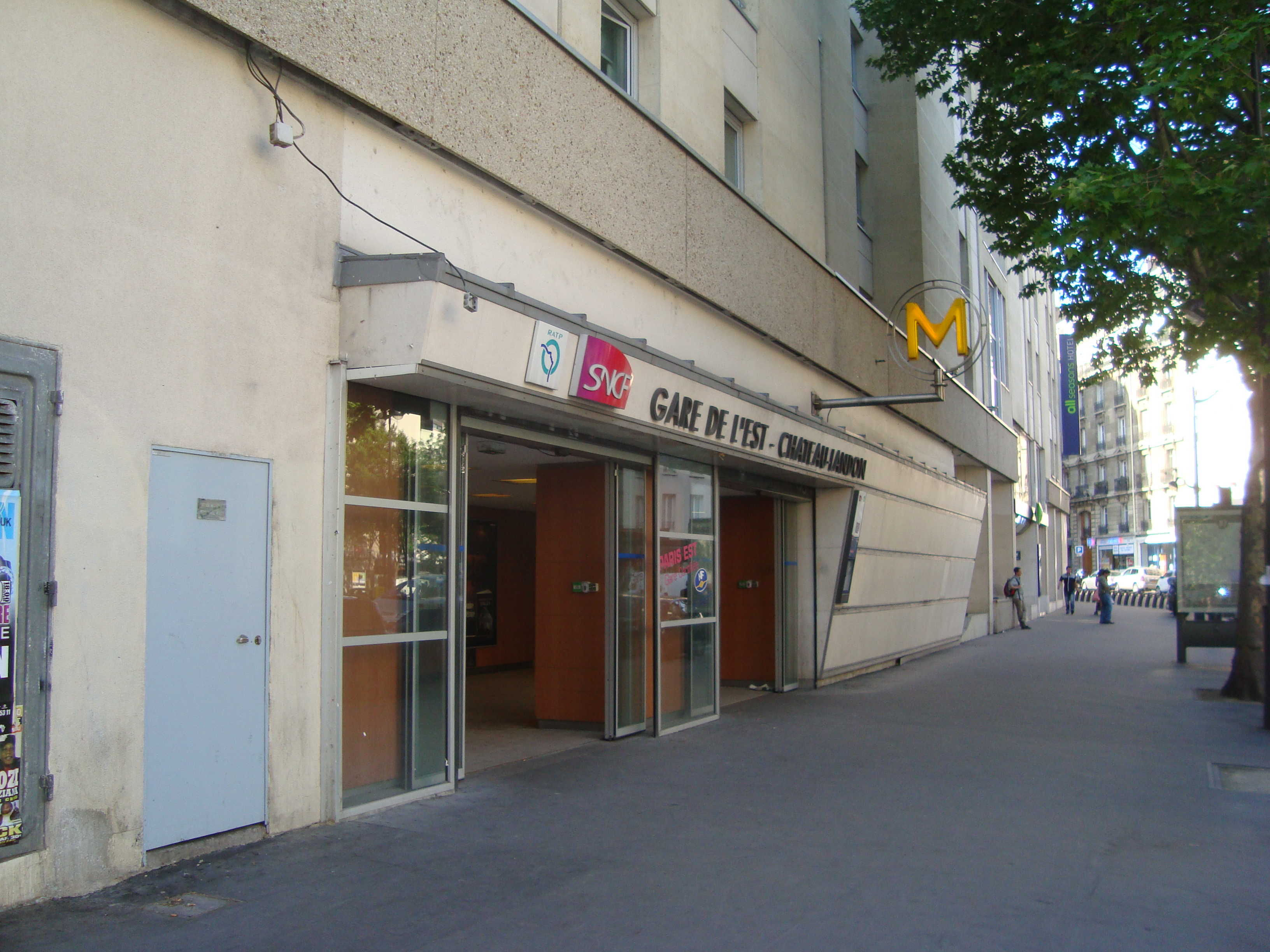
Wejście na stację z poziomu ulicy.

Poza bezpośrednim dojściem z peronów dworca Gare de l’Est, stacja posiada tylko jedno wejście z ulicy, położone w parterze budynku przy ulicy Rue du Faubourg-Saint-Martin, pod numerem 188.
Schody ruchome, znajdujące się kilka metrów od tego wyjścia, zostały zlikwidowane na początku lat 90. XX wieku.

## Plany na przyszłość
W przypadku realizacji planów połączenia linii 3 bis i 7 bis paryskiego metra, powstała w ten sposób nowa linia miałaby zostać wydłużona do stacji Château-Landon. Plan ten jest przewidziany do realizacji w strategii rozwoju regionu Île-de-France na lata 2007-2013.
Planuje się także przedłużyć przejście podziemne stacji do dworca Gare de Magenta.

## Przesiadki
Stacja umożliwia przesiadki na pociągi odjeżdżające z dworca Gare de l’Est (Transilien i pociągi dalekobieżne) oraz na autobusy dzienne RATP i nocne Noctilien.